# Abyssidrilus opulentus
Abyssidrilus opulentus is een ringworm uit de familie van de Tubificidae. De wetenschappelijke naam van de soort is voor het eerst geldig gepubliceerd in 1992 door Erséus.